# هوارد الأول. نيلسون
هوارد الأول. نيلسون هو سياسي أمريكي، ولد في 25 نوفمبر 1912، وتوفي في 31 مارس 2008. نشط حزبياً في الحزب الجمهوري. وقد انتخب عضو مجلس نواب مينيسوتا ‏ وانتخب عضو مجلس ولاية مينيسوتا ‏.